# NGC 1231
NGC 1231 je galaksija u zviježđu Eridan.

## Vanjske poveznice
- SEDS: NGC 1231